# Clare Hollingworth
Clare Hollingworth (Knighton kod Leicestera, 10. listopada 1911. – Hong Kong, 10. siječnja 2017.), engleska ratna izvjestiteljica i publicistkinja, prva ratna izvjestiteljica u povijesti novinarstva. Poznata je i kao prva novinarka koja je objavila početak Drugog svjetskog rata zbog Invazije na Poljsku. 
Tijekom svoje karijere, izvještavala o sukobima u Palestini, Alžiru, Iranu, Egiptu, Pakistanu, Jemenu, Kini i Vijetnamu.

## Životopis
Rođena je 1911. u Knightonu, južnom predgrađu Leicestera kao kćer majke Daisy i oca Alberta Hollingwortha. Tijekom Prvog svjetskog rata otac postaje rukovoditeljem proizvodnje u tvornici obuće te se obitelj seli gradić Shepshed. Unatoč protivljenju svoje majke, nakon posjeta bojišnica Prvog svjetskog rata s ocem u Engleskoj i Francuskoj počela se zanimati za novinarstvo i vojnu povijest. Završetkom osnovne škole nerado je pohađala koledž s podukom iz domaćinstva.
Nakon što je odbila sklopiti dogovoreni brak zapošljava se kao tajnica u podružnici Lige naroda u pokrajini Worcestershire. Kao stipendistica Fakulteta slavistike i istočnoeuropskih studija pri Sveučilišnom koledžu u Londonu, upisuje se na Sveučilište u Zagrebu gdje studira hrvatski jezik i kroatistiku.
Bila je kandidatkinja Laburističke stranke za izbore krajem 1940. godine, koji nisu održani zbog izbijanja Drugog svjetskog rata godinu prije.